# Picard (Satellit)
Picard ist ein Sonnenforschungssatelliten der französischen Raumfahrtagentur CNES, der auf einer Dnepr-1-Trägerrakete am 15. Juni 2010 um 12:42:16 Uhr UTC vom Kosmodrom Jasny aus zusammen mit dem schwedischen Satellitenpaar Mango und Tango in einen sonnensynchronen Orbit gebracht wurde. Der Satellit war knapp vier Jahre lang in Betrieb.

## Geschichte
Die Planung für den Bau des Mikrosatelliten begann im Februar 2000. Im Dezember 2004 wurde das Projekt offiziell genehmigt und die Entwicklung sowie der anschließende Test des Satelliten begann. Anfang 2009 waren die Entwicklungs- und Testarbeiten abgeschlossen, und im Dezember 2009 der Satellit fertiggestellt. Der Satellit ist nach Jean Picard (1620–1682) benannt, welcher als erster den genauen Durchmesser der Sonne bestimmte. Der Satellit sollte gleichzeitig die gesamte absolute und spektrale Strahlungsstärke der Sonne, Durchmesser, Form messen und das Innere der Sonne durch helioseismologische Methoden untersuchen. Die Messungen über die Zeitdauer der gesamten Mission sollten es ermöglichen, die Schwankungen in Abhängigkeit von der solaren Aktivität aufzuzeichnen. Im Jahr 2011 hat der Satellit die Abplattung der Sonne bis auf 7  Millibogensekunden (ca. 5–6 km) vermessen. Die vierjährige Mission endete am 4. April 2014 nach dem mehr 1 Million Sonnenbilder aufgenommen wurden.

## Technik
Der Satellit basiert auf dem Satellitenbus für Mikrosatelliten Myriade. Die Stabilisierung erfolgte durch Sternsensoren, Sonnensensoren, ein Magnetometer, Gyrometer sowie verschiedene Magneträder und Reaktionsräder, wodurch eine Ausrichtungsgenauigkeit von 36 Bogensekunden erreicht wurde. Die wissenschaftliche Nutzlast (entwickelt von Laboratoire Atmosphères, Milieux, Observations Spatiales (LATMOS), dem Swiss Space Office und anderen) von PICARD bestand aus einem abbildenden Teleskop, zwei differential Radiometern und drei Photometern:
- SOVAP (SOlar VAriability PICARD): bestehend aus einem differentiellen Absolutwertradiometer und einem bolometrischen Sensor zur Messung der solaren Gesamtstrahlung,
- PREMOS (PREcision MOnitor Sensor): einem Satz von drei Photometern zur Untersuchung der Ozonbildung und -Abbau sowie zu helioseismologischen  Beobachtungen und einem differentiellen Absolutwert-Radiometer zur Messung der solaren Gesamtstrahlung.
- SODISM (SOlar Diameter Imager and Surface Mapper): ein abbildendes Teleskop mit CCD-Sensor zur Messung des Sonnendurchmessers und deren Form mit einer Genauigkeit von wenigen tausendstel Bogensekunden sowie zu helioseismologischen Beobachtungen.
- PGCU (PICARD Gestion Charge Utile)

Die Telemetriedaten beliefen sich auf 6 Gbit pro Tag, welche mit einem Speicher von 8 Gbit an Bord gesichert wurden. Als Betriebsdauer des Satelliten wurden mindestens zwei Jahre erwartet. Seine Mission endete am 4. April 2014.